# Cincado mecánico
El cincado mecánico o zincado mecánico se realiza, tal y como su nombre indica, mecánicamente, al impactar el metal que se desea depositar contra la superficie del metal que se va a recubrir, mediante bolas de vidrio de diferentes tamaños en una campana rotatoria. Al contrario que el proceso electrolítico, prácticamente no existen posibles fuentes de formación de hidrógeno en el proceso y, cuando aparece, lo hace siempre en muy pequeña cantidad concentrado en la superficie, situación que facilita su desorción espontánea en pocas horas sin llegar a crear problemas de fragilización.
El cincado mecánico es una de las técnicas a nuestro alcance que permite minimizar la absorción de hidrógeno y, en estos momentos, es una alternativa al cincado electrolítico para el tratamiento de piezas de acero de alta resistencia como tornillería, arandelas, tuercas, flejes, muelles, etc.

## Proceso
El proceso una vez introducidas las piezas y las esferas de vidrio en la campana con agua, consta de un desengrasado previo, (que puede ser realizado en el mismo proceso)con tensioactivos industriales biodegradables, un decapado con inhibidores, un flash de cobre, un aditivo y el polvo de metal dúctil que se desea aplicar sobre el acero, pudiéndose aplicar metales (incluso aleados) como el cinc, estaño, cobre, aluminio, etc.
- Al término del tiempo son separadas las piezas de las esferas de vidrio. Las piezas posteriormente son pasivadas para darle mayor protección contra la corrosión. Los pasivados actuales ya son totalmente libres de Cr VI.
- La variación de espesor del recubrimiento puede ir desde las 3 hasta las 75 micras. Al pasar de las 25 su denominación pasa a ser galvanizado mecánico.

## Equipamiento
El equipo básico necesario para el proceso consta de:
- una campana rotatoria, la cual puede ser de diferentes tamaños,
- una tolva vibratoria,
- un separador magnético o criba,
- un depósito para las esferas de vidrio,
- una secadora centrífuga.

## Características, beneficios y desventajas
- El hidrógeno generado por el cincado electrolítico afecta negativamente a las piezas de acero endurecido (> 1000 N / mm). El riesgo de rotura por fragilización por hidrógeno se elimina con el proceso mecánico.
- El coste del recubrimiento mecánico es más económico a mayor micraje y no requiere de metales fundidos, deshidrogenación, o corriente eléctrica para su depósito.
- El recubrimiento mecánico opera a temperatura ambiente.
- No requiere post-mecanizado de las piezas (proceso totalmente uniforme)
- Es posible depositar una serie de metales en una amplia gama de espesores. Piezas de diferentes formas están cubiertas de manera más uniforme que en la galvanización en caliente.
- El espesor de la capa depende de la cantidad de polvo de metal añadido. Todos los aditivos químicos son determinados por la superficie total de las piezas en la carga.
- La variedad de metales que se pueden codepositar (ZnSn, ZnNi, ZnFe, ZnAl, ZnAlSn) es más flexible que en la galvanoplastia y el galvanizado en caliente.
- Los revestimientos pueden ser tratados posteriormente con lubricantes, pasivados o pintura.
- No hay cianuros.
- El tamaño de las piezas determina que se puedan revestir o no.
- Es un acabado industrial, no decorativo.